# Цікало Богдан Богданович
Богда́н Богда́нович Ц́ікало (нар. 27 грудня 1990; м. Кам'янка-Бузька, Львівська область — пом. 11 липня 2014; Зеленопілля, Свердловський район, Луганська область) — український військовик, солдат, начальник радіостанції 2-го механізованого батальйону 24-ї Залізної імені князя Данила Галицького окремої механізованої бригади (Яворів) Сухопутних військ Збройних сил України. Кавалер ордена «За мужність» ІІІ ступня (14.03.2015; посмертно).

## Життєпис
Народився Богдан Цікало 27 грудня 1990 року в місті Кам'янка-Бузька Львівської області. Закінчив загальноосвітню школу № 2 імені Григорія Тютюнника міста Кам'янка-Бузька, а потім — Вище професійне училище № 71 міста Кам'янка-Бузька.
Проходив строкову військову службу в лавах Збройних сил України.
Навесні 2014 року Богдан Цікало мобілізований до лав Збройних сил України. Служив у 24-й Залізній імені князя Данила Галицького окремій механізованій бригаді Сухопутних військ Збройних сил України (військова частина А0998; місто Яворів Львівської області).
З літа 2014 року Богдан Цікало брав участь у антитерористичній операції на сході України.

## Обставини загибелі
11 липня 2014 року в районі села Зеленопілля Луганської області приблизно о 4:30 ранку російсько-терористичні угрупування обстріляли з РСЗВ «Град» блокпост українських військ, внаслідок обстрілу загинуло 19 військовослужбовців, серед них і Богдан Цікало.
Богдан Цікало був похований 19 липня 2014 року на цвинтарі міста Кам'янка-Бузька.

## Нагороди
За особисту мужність і героїзм, виявлені у захисті державного суверенітету та територіальної цілісності України, вірність військовій присязі під час російсько-української війни, нагороджений орденом «За мужність» III ступеня (14.03.2015; посмертно).

## Вшанування пам'яті
9 жовтня 2014 року на будівлі ЗОШ № 2 імені Григорія Тютюнника міста Кам'янка-Бузька (вулиця Шевченка, 45), відкрито та освячено меморіальну дошку колишньому учневі цього навчального закладу, новітньому герою Богдану Цікалу.